# Musculus glacialis
Musculus glacialis är en musselart som först beskrevs av Leche 1883.  Musculus glacialis ingår i släktet Musculus och familjen blåmusslor. Inga underarter finns listade i Catalogue of Life.